# 黄金の緑/Love scene
『黄金の緑／Love scene』（おうごんのみどり／ラヴ・シーン）は、2007年5月2日に歌手のUAが発売した18枚目のシングル。発売元はビクターエンタテインメント。

## 解説
- アルバム『Golden green』からの先行シングル。
- 「黄金の緑」はUAが目にした八ヶ岳の白菜畑から着想を得て制作された[3]。
- 同年5月11日、UA名義として初めて『ミュージックステーション』に出演し、「黄金の緑」を披露した。

## 収録曲
1. 黄金の緑 4:45
作詞：UA／作曲：内橋和久
2. Love scene 5:37
作詞：UA／作曲：朝本浩文
3. Touch me not 4:35
作詞・作曲：羽鳥美保
4. Golden green 4:45
作詞：UA・大和田俊之・Oniki Yuji／作曲：内橋和久
  - 「黄金の緑」の英詩バージョン。

## クレジット[4]

### Musician Credit
- ドラムス：外山明
- エレクトリックベース：鈴木正人
- プログラミング、エレクトリック・ギター：内橋和久
- トランペット、フリューゲルホルン、ユーフォニアム：松本治
- ボーカル、バックグラウンドボーカル：UA

### Art Work Credit
- ヘヤー：TAKU
- メイクアップ：uda
- 衣装：Venusmars
- コリオグラフィー：伊藤千枝子(珍しいキノコ舞踊団)
- イラストレーション：KYOTARO
- アートディレクション、デザイン、写真家、MV監督：Namaiki

## リリース日一覧
| 地域 | リリース日    | レーベル          | 規格           | 規格品番   | 備考 |
| ---- | ------------- | ----------------- | -------------- | ---------- | ---- |
| 日本 | 2007年5月2日  | SPEEDSTAR RECORDS | マキシシングル | VICL-36216 |      |
| 日本 | 2007年8月22日 | SPEEDSTAR RECORDS | 音楽配信       | -          |      |

## タイアップ
| 年 | 曲名           | タイアップ                    |
| -- | -------------- | ----------------------------- |
| ?  | 「Love scene」 | 上田安子服飾専門学校 CMソング |

## 収録アルバム

### 黄金の緑
| アルバム         | リリース日    | 備考 |
| ---------------- | ------------- | ---- |
| 『Golden green』 | 2007年6月20日 |      |

### Love scene
| アルバム         | リリース日    | 備考 |
| ---------------- | ------------- | ---- |
| 『Golden green』 | 2007年6月20日 |      |

### 音楽配信
- 黄金の緑 / Love scene - mora
- 黄金の緑 / Love scene - YouTube Music プレイリスト
- 黄金の緑 / Love scene - Spotify
- 黄金の緑 / Love scene - Apple Music